# فاكلاف إي. بينش
فاكلاف إي. بينش (بالإنجليزية: Václav E. Beneš)‏ (و. 1930  م) هو رياضياتي، ومهندس، ومؤلف من الولايات المتحدة، وتشيكوسلوفاكيا، هو عضوٌ في معهد مهندسي الكهرباء والإلكترونيات.

## التعليم
تعلم في جامعة برنستون (حتى 1953).

## جوائز
حصل على جوائز منها:
- جائزة المنافسة العامة  [لغات أخرى]‏ (1946)
- قائد الفنون والآداب